# Tomba della Colonna
La Tomba della Colonna è una sepoltura a camera etrusca nel sito archeologico di Civita di Grotte di Castro, tra i comuni di Grotte di Castro e San Lorenzo Nuovo, in Italia
Lungo uno sperone di roccia situato a circa 150 metri a sudovest della chiesa della Madonna di Torano si apre una tomba scavata nel tufo che presenta un breve dromos (conservato per una lunghezza di circa due metri), una camera rettangolare (5,4 x 4,4 m) disposta trasversalmente rispetto all'ingresso e dotata di una banchina continua sulle pareti laterali e sulla parete di fondo, con soffitto a doppio spiovente e columen in rilievo sostenuto al centro da una colonna di ordine tuscanico, risparmiata nel tufo. La colonna è impostata su una base rigonfia ed è priva di capitello, sostituito da una doppia mensola di raccordo al columen. La struttura della tomba, frequente nell'architettura funeraria della media valle del Tevere, e i frustuli del corredo recuperati nel 1976, permettono di datare la sepoltura tra la fine del V e la prima metà del IV secolo a.C.. All'interno della camera sepolcrale sono visibili inoltre tre spezzoni di blocchi di opera quadrata e tre frammenti di lastre di tufo, probabilmente recuperati dai contadini durante un'aratura profonda dal campo antistante e depositati all'interno della tomba, oggi riutilizzata come ricovero per gli attrezzi agricoli.